# Cephalanthera austiniae
Cephalanthera austiniae es una especie de orquídea de hábito terrestre. Nativa del oeste de Estados Unidos y Canadá, es la única especie del género Cephalanthera que no se encuentra en Eurasia.

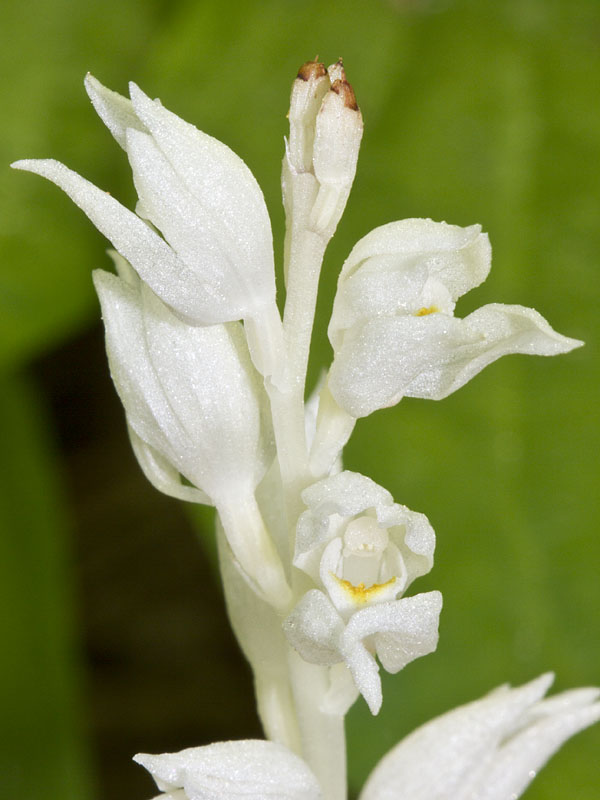
Detalle de la flor

## Características
Su nombre común deriva de que toda la planta es de color blanco, es la única especie del género Cephalanthera que se encuentra en el extremo de Europa y Asia, y el único que depende totalmente de simbiosis micorriza para su nutrición ya que esta orquídea no tiene clorofila, por lo que no produce ninguna energía por sí misma. Se trata de una planta diferenciada que crece en la oscuridad y en el bosque húmedo con flores de color blanco amarillento o amarillo. Sus hojas, si están presentes, son rudimentarias, ya que tales estructuras no son necesarias para recoger la luz solar. La planta es cada vez más escasa como su hábitat, aislados del bosque, se vuelve aún más rara.

## Taxonomía
Cephalanthera austiniae fue descrita por (A.Gray) A.Heller y publicado en Catalogue of North American Plants North of Mexico (ed. 2) 4. 1900.
Etimología
Ver: Cephalanthera
austiniae: epíteto otorgado en honor de Austin (una entusiasta de las orquídeas de finales de 1800)
Sinonimia
- Chloraea austiniae A. Gray (1877) (Basionymum)
- Epipactis austiniae (A. Gray) Wettst. (1889)
- Limodorum austiniae (A. Gray) Kuntze (1891)
- Eburophyton austiniae (A. Gray) A. Heller (1904)
- Serapias austiniae (A. Gray) A.A. Eaton (1908)
- Cephalanthera oregana Rchb.f. (1876)
- Chloraea oregana Nutt. ex Benth. & Hook.f. (1883)
- Epipactis oregana (Rchb.f.) Wettst. (1889)
- Limodorum oreganum (Rchb.f.) Kuntze (1891)[2][3][4]